# Derjanca, Iampol
Derjanca (în ucraineană Держанка, transliterat: Derjanka) este un sat în comuna Bușa din raionul Iampol, regiunea Vinița, Ucraina.

## Demografie
Componența lingvistică a localității Derjanca
     Ucraineană (100%)
Conform recensământului din 2001, toată populația localității Derjanca era vorbitoare de ucraineană (100%).